# Flower Tucci
Flower Tucci (Burbank, California; 2 de enero de 1978) es una actriz pornográfica estadounidense.

## Biografía

### Inicios
Nacida en Burbank (California), compitió en concursos de belleza cuando era joven, alcanzando los primeros diez puestos en la competición "The Miss Preteen" de Los Ángeles, yendo a Florida para competir en categoría nacional. Lo dejó a la edad de 13 años, principalmente por el mal ambiente provocado por las demás competidoras del concurso.

### Carrera en el porno
Tucci trabajaba como decoradora de tartas en una panadería cuando respondió a un anuncio del LA Weekly. Su primera escena fue con Lexington Steele en Balls Deep 6. Ella empezó a trabajar con el alias de "Flower", pero más tarde añadió "Tucci" para poder diferenciarse de una actriz más temprana asiática.
Además de realizar películas pornográficas, Flower recibió una propuesta formal para dirigir un programa de radio llamado "The Porn Hunnies Smut Top 20" en KSEX Radio, pero ahora se encarga de un espectáculo llamado "Tushy Talk" en la misma emisora. Además Tucci es una portavoz y modelo para la empresa de ropa de Los Ángeles llamada "Mofowear" y tiene un papel en las series de televisión familiares.
Flower ha estado nominada por la Organización de Críticos del Cine X XRCO en 2005 como Actuación Femenina del Año 2005 y en 2006 la AVN la premió en su Mejor Aparición Estelar - Squirting por Flower's Squirt Shower 2.
Hay que destacar un desacuerdo en la información sobre su fecha de nacimiento. Su listado en el IAFD dice que ella nació el 2 de enero de 1978 y en cambio AFDB da 1977 como su año de nacimiento. Sin embargo, en su página de MySpace (por lo visto hecha por la propia Flower Tucci) declara que ella nació en 1981. Además también ha dicho que esta es su fecha de nacimiento en una entrevista con Porn Valley News.
Actualmente está representada por la agencia de modelos para cine adulto Spiegler Girls.

### Vida personal
Ella se ha declarado abiertamente bisexual en su vida personal y se la ha relacionado sentimentalmente con la también actriz porno Olivia O'Lovely.